# یواس‌اس میرا (اس‌پی-۱۱۸)
یواس‌اس میرا (اس‌پی-۱۱۸) (به انگلیسی: USS Mira (SP-118)) یک کشتی بود. این کشتی در سال ۱۹۱۱ ساخته شد.